# 伊兰·梅利耶
伊兰·斯特凡纳·梅利耶（法語：Illan Stéphane Meslier；2000年3月2日—），是一名法国足球运动员，场上司职门将，目前效力于英超球队利兹联。

## 早期生涯
2000年3月2日，伊兰·斯蒂凡·梅利耶出生在法国布列塔尼大区的城市洛里昂。

## 俱乐部生涯

### 洛里昂

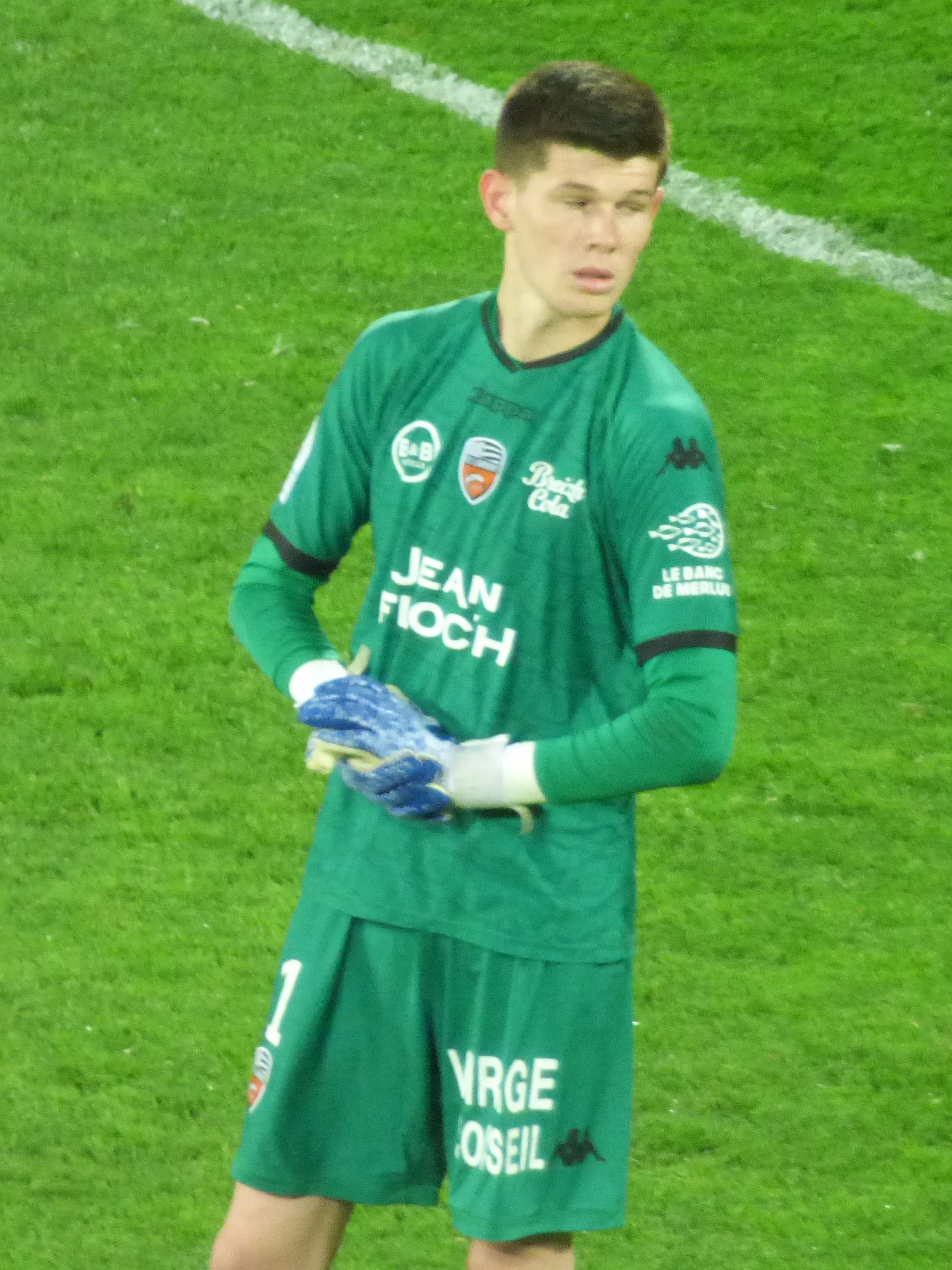
2019年，为洛里昂比赛时的梅利耶

在6岁时，梅利耶就开始在当地俱乐部梅莱维内踢球；在一场该队与洛里昂的比赛中，梅利耶表现抢眼，并加入了后者的青训学院。2018年2月1日，他与洛里昂签下了自己的首份职业合同。2018年7月，法甲球队摩纳哥以1000万欧元报价梅利耶，但被洛里昂拒绝。此外，他也获得了来自英超豪门切尔西的兴趣。
虽然收到了多家豪门的报价，但梅利耶还是决定留在洛里昂。很快，2018年8月14日，在洛里昂1-0击败瓦朗谢讷的法国联赛杯比赛中，时任主教练朗德罗选择了梅利耶首发登场，他也就此完成了职业生涯首秀与首次零封。在为一线队出场的前5场比赛中，梅利耶均能完成零封，仅在对巴黎FC的第六场比赛中被对手前锋瓦芒吉图卡攻入一球。在洛里昂1-0击败克莱蒙的比赛中，梅利耶还在伤停补时阶段扑出了对手球员曼努埃尔·佩雷斯的点球。在2018–19赛季中，梅利耶逐渐稳固了洛里昂一号门将的地位，在各项赛事中出场30次，完成了11次零封。由于他的超神状态，洛里昂在赛季结束后最终排在了联赛第六位，但由于与同分的朗斯的净胜球差距，他们没能获得法甲升降级附加赛第一轮的参赛资格。

### 利兹联

#### 2019–20赛季
2019年8月8日，梅利耶租借加盟英冠球队利兹联，租期一个赛季，“白玫瑰”拥有买断条款。在赛季开始时，梅利耶的定位是球队的第二门将，是首发门将卡西利亚的替补，并还需与米亚泽克竞争一个在替补席上的位置。12月时，在为利兹联U-23梯队出战的比赛中，梅利耶在不同的三场比赛中扑出了3粒点球，获得了“扑点专家”的美誉。
2020年1月4日，利兹联主教练贝尔萨在球队与英超劲旅阿森纳的赛前发布会中确认，梅利耶将在这场1月6日进行的比赛中首发出场，完成一线队首秀。在比赛中，利兹联最终0-1不敌“兵工厂”，但梅利耶在比赛中奉献出了高水准的表现，做出了多次世界级的扑救，受到了媒体及球迷的一致称赞。2020年2月29日，在利兹联客场4-0完胜赫尔城的比赛中，梅利耶完成了个人联赛首秀。
由于球队的一号门将卡西利亚受到了为期8场比赛的停赛警告，梅利耶在赛季末段时成为了利兹联的主力门将，在10场联赛比赛中为球队完成了7次零封，帮助“白玫瑰”获得了英冠冠军，时隔16年重回英超联赛。

#### 2020–21赛季
2020年7月23日，在帮助球队升上英超联赛后，梅利耶正式加盟利兹联，与球队签约3年。2020年9月12日，在2020–21赛季英超联赛的揭幕战中，利兹联在安菲尔德球场3-4不敌卫冕冠军利物浦，梅利耶首发登场，完成了个人英超首秀。9月28日，在利兹联于布拉莫巷体育场1-0小胜谢菲尔德联的约克郡德比中，梅利耶做出了多次精彩的扑救，包括在0-0时扑出了对手的必进球，获得了全场最佳球员的称号。
2021年2月23日，梅利耶成为了第一位能够在一个英超赛季中完成至少8场零封的21岁以下（U-21）守门员。

## 国家队生涯
梅利耶曾为法国U-18、法国U-19、以及法国U-20国家队有过国际比赛出场记录。2019年5月，他随队参加了2019年世青赛，是法国U-20国青队的主力门将。
2019年11月，梅利耶首次被法国U-21征召。2019年11月19日，在法国1-3不敌瑞士U-21的比赛中，梅利耶首次进入了球队的大名单中，但在替补席上度过了全场比赛。2020年8月，他再次被法国U-21国青队征召，以参加与格鲁吉亚U-21以及阿塞拜疆U-21的比赛。

## 比赛风格
由于他的身型以及他的长相，梅利耶经常会被与比利时门将高圖爾斯比较。

## 生涯数据
最後更新：2021年4月3日
| 俱乐部         | 赛季     | 联赛     | 联赛 | 联赛 | 本土杯赛 | 本土杯赛 | 联赛杯 | 联赛杯 | 其他 | 其他 | 合计 | 合计 |
| 俱乐部         | 赛季     | 联赛级别 | 出场 | 进球 | 出场     | 进球     | 出场   | 进球   | 出场 | 进球 | 出场 | 进球 |
| -------------- | -------- | -------- | ---- | ---- | -------- | -------- | ------ | ------ | ---- | ---- | ---- | ---- |
| 洛里昂预备队   | 2017–18  | 法丁     | 16   | 0    | —        | —        | —      | —      | 0    | 0    | 16   | 0    |
| 洛里昂预备队   | 2018–19  | 法丁     | 1    | 0    | —        | —        | —      | —      | 0    | 0    | 1    | 0    |
| 洛里昂预备队   | 合计     | 合计     | 17   | 0    | 0        | 0        | 0      | 0      | 0    | 0    | 17   | 0    |
| 洛里昂         | 2018–19  | 法乙     | 28   | 0    | 0        | 0        | 2      | 0      | 0    | 0    | 30   | 0    |
| 利兹联（外租） | 2019–20  | 英冠     | 10   | 0    | 1        | 0        | 0      | 0      | 0    | 0    | 11   | 0    |
| 利兹联         | 2020–21  | 英超     | 29   | 0    | 0        | 0        | 0      | 0      | 0    | 0    | 29   | 0    |
| 利兹联         | 合计     | 合计     | 39   | 0    | 1        | 0        | 0      | 0      | 0    | 0    | 70   | 0    |
| 生涯合计       | 生涯合计 | 生涯合计 | 84   | 0    | 1        | 0        | 2      | 0      | 0    | 0    | 87   | 0    |

## 荣誉

### 俱乐部
利兹联
- 英冠冠军：2019–20[35]

### 个人
- 利兹联年度最佳年轻球员：2020–21[36]